# Mekong-Wacholder
Der Mekong-Wacholder (Juniperus convallium) ist eine Pflanzenart aus der Familie der Zypressengewächse (Cupressaceae). Sie ist in China heimisch.

## Beschreibung
Der Mekong-Wacholder wächst als immergrüner Baum, selten auch als Strauch. Von den Ästen zweigen die dicht stehenden, geraden oder gebogenen Zweigen ab. Diese werden bis zu 1 Millimeter dick und sind normalerweise im Querschnitt bleistiftförmig, selten rechteckig geformt.
Es gibt zwei verschiedene Blattformen. Die graugrünen, schuppenartigen Blätter erreichen eine Länge von 1,5 bis 2 Millimeter und eine Breite von 0,8 bis 1 Millimeter. Sie sind entweder nach innen oder nach außen gewölbt und weisen in der Nähe der Basis an der Nadelunterseite eine Harzdrüse auf. Sie stehen kreuzgegenständig oder selten in Dreierwirteln an den Zweigen.
Die ebenfalls graugrünen, nadelförmigen Blätter findet man nur an jungen Bäumen, wo sie kreuzgegenständig oder in Dreierwirteln an den Zweigen stehen. Sie erreichen eine Länge von 3 bis 8 Millimeter und sind an der Nadeloberseite nach innen gewölbt.
Der Mekong-Wacholder kann sowohl zweihäusig-getrenntgeschlechtig (diözisch) als auch einhäusig (monözisch) sein. Die männlichen Blütenzapfen haben einen Durchmesser von 1,5 bis 3 Millimeter. Sie enthalten sechs bis acht Mikrosporophylle mit zwei bis drei Pollensäcken. Die kurz gestielten Beerenzapfen sind bei einer Länge von 5 bis 10 Millimeter und einem Durchmesser von 5 bis 6 Millimeter eiförmig bis konisch-eiförmig oder kugelig geformt. Zur Reife hin sind sie rötlich braun bis purpurschwarz gefärbt und können eine blaugrüne Tönung aufweisen. Jeder der Zapfen trägt einen Samen. Die Samen sind bei einem Durchmesser von 3 bis 5 Millimeter konisch-kugelig bis flach-eiförmig geformt und können eine Harzgrube aufweisen.

## Verbreitung und Standort
Das natürliche Verbreitungsgebiet des Mekong-Wacholders liegt in China. Es umfasst dort den Süden der Provinz Qinghai, den Nordwesten von Sichuan und den Osten des Autonomen Gebiets Tibet.
Der Mekong-Wacholder gedeiht in Höhenlagen von 2200 bis 4300 Metern. Man findet die Art in den Gebirgsregionen, wo sie vor allem in Nadelwäldern wächst.

## Systematik
Die Erstbeschreibung als Juniperus convallium erfolgte 1914 durch Alfred Rehder und Ernest Henry Wilson in Plantae Wilsonianae an enumeration of the woody plants collected in Western China for the Arnold Arboretum of Harvard University during the years 1907, 1908 and 1910, Band 2, Nummer 1, Seite 62. Ein Synonym für Juniperus convallium Rehder & E.H.Wilson ist Sabina convallium (Rehder & E.H. Wilson) W.C. Cheng & L.K. Fu.
Die Art wird in bis zu zwei Varietäten aufgeteilt:
- Juniperus convallium var. convallium ist die Nominatform und kommt im gesamten Verbreitungsgebiet vor.
- Juniperus convallium var. microsperma (W. C. Cheng & L. K. Fu) Silba: Sie kommt von West-Sichuan bis Südost-Xizang vor.[2][4] Chemische Untersuchungen stützen die Abgrenzung als eigenständige Art Juniperus microsperma.

## Gefährdung und Schutz
Die Varietät convallium wird in der Roten Liste der IUCN als „gering gefährdet“ eingestuft. Es wird jedoch darauf hingewiesen das eine erneute Überprüfung der Gefährdung notwendig ist. Die Varietät microsperma wird aufgrund von unzureichender Datenlage keiner Gefährdungskategorie zugeteilt.